# Maria Barroso
Pour les articles homonymes, voir Barroso.
Maria de Jesus Simões Barroso Soares, née le 2 mai 1925 à Fuseta (pt), Olhão, dans la région de l'Algarve et morte le 7 juillet 2015 à São Domingos de Benfica (Lisbonne), est une femme politique et actrice portugaise. Elle est la femme du président Mario Soares et Première dame du Portugal entre 1986 et 1996. Elle est également actrice de cinéma dans sa jeunesse.

## Biographie
En 1943, elle est diplômée en art dramatique à l'école supérieure de théâtre et de cinéma, et un an plus tard, fait ses débuts sur la scène du Théâtre national D. Maria II avec la pièce Apparence, Jacinto Benavente, avant de passer au cinéma, jouant notamment dans le film Le Soulier de satin (1985) de Manoel de Oliveira.
En 1951, elle est diplômée en sciences historiques et sciences philosophiques de la Faculté des Lettres de Lisbonne, où elle rencontre Mario Soares, qui partage toute sa vie, père de ses deux enfants, João et Isabel.
Très populaire au Portugal, Maria Barroso figure, pendant le régime autoritaire de l'État nouveau, parmi les fondateurs du Parti socialiste, créé en 1973 en Allemagne par des exilés. Plusieurs fois députée, elle endosse le rôle de Première dame de 1986 à 1996, aux côtés de Mario Soares, avant de présider la (pt) Croix-Rouge portugaise de 1997 à 2003 et a également dirigé le Pro Dignitate, fondation de droits de l'homme.
Maria Barroso se distingue au long des décennies comme une grande figure de la lutte pour la démocratie, avant et après la Révolution des œillets du 25 avril 1974.
Hospitalisée pour une chute, elle succombe à une hémorragie le 7 juillet 2015.

## Filmographie sélective
- 1966 : Changer de vie (Mudar de Vida) de Paulo Rocha
- 1975 : Benilde ou la Vierge Mère (Benilde ou a Virgem Mãe) de Manoel de Oliveira
- 1985 : Le Soulier de satin de Manoel de Oliveira.

### Télévision
- 1979 : Amour de perdition de Manoel de Oliveira

## Honneurs
- Docteur honoris causa de l'université d'Aveiro (1996)
- Docteur honoris causa de l'université de Lisbonne (1999).

## Décorations
- Grand-croix de l'ordre royal de l’Étoile polaire de Suède (28 janvier 1987)
- Grand Cordon de l'ordre national du Zaïre (4 novembre 1989)
- Grand-croix de l'ordre national du Mérite (7 mai 1990)
- Grand-croix de 1re classe de l'ordre du Mérite de la République fédérale d'Allemagne (9 janvier 1991)
- Grand-croix de l'ordre d'Adolphe de Nassau du Luxembourg (9 janvier 1991)
- Grand-croix de l'ordre de la Rose blanche de Finlande (8 mars 1991)